# Sveta Ana
Sveta Ana là một khu tự quản (tiếng Slovenia: občine, số ít – občina) trong vùng Podravska của Slovenia. Sveta Ana có diện tích 37.2 km2, dân số là theo điều tra ngày 31 tháng 3 năm 2002 là 2282 người. Thủ phủ khu tự quản Sveta Ana đóng tại Sveta Ana v Slovenskih goricah.